# Folorunso Alakija
Folorunso Alakija (sinh ngày 15 tháng 7 năm 1951) là một nữ doanh nhân và nhà từ thiện người Nigeria. Bà hiện là Tổng giám đốc Tập đoàn Rose of Sharon và Phó Chủ tịch điều hành của công ty dầu khí Famfa Oil Limited.

## Thời thơ ấu
Alakija sinh ra trong một gia đình trung lưu người Yoruba tại Nigeria. Cha bà, Chief L.A. Ogbara, có tám người vợ và 52 người con; mẹ bà là vợ cả. Năm 10 tuổi, Alakija được gửi đến Vương quốc Anh để học tập. Bà theo học tại trường Trung học Hồi giáo Shagamu ở Nigeria, sau đó quay lại Anh và theo học ngành thư ký tại Pitman Central College, Luân Đôn.

## Sự nghiệp
Alakija bắt đầu sự nghiệp ngân hàng năm 1974 tại Sijuade Enterprises ở Lagos với vai trò thư ký điều hành. Sau đó, bà chuyển sang làm việc tại ngân hàng First National Bank of Chicago (chi nhánh Nigeria), nơi bà lần lượt đảm nhiệm các vị trí: Thư ký điều hành cho Tổng giám đốc, Trưởng phòng Quan hệ doanh nghiệp tại Ngân hàng Thương mại Quốc tế Nigeria, và Trợ lý văn phòng tại Phòng Kho bạc.
Sau một thời gian, bà quyết định theo đuổi niềm đam mê thời trang, học thiết kế tại American College và Central School of Fashion ở Luân Đôn. Năm 1996, bà thành lập nhãn hiệu thời trang Rose of Sharon House of Fashion (trước đó tên là Supreme Stitches), và giữ vai trò Chủ tịch kiêm Ủy viên trọn đời của Hiệp hội Nhà thiết kế Thời trang Nigeria (FADAN).
Tháng 5 năm 1993, Alakija xin cấp giấy phép thăm dò dầu khí (OPL) cho công ty của bà – Famfa Oil – tại mỏ Agbami ngoài khơi Nigeria. Sau khi phát hiện mỏ dầu, bà ký hợp tác với công ty Star Deep Water Petroleum, chuyển nhượng 40% cổ phần. Sau đó, chính phủ Nigeria chiếm giữ thêm 40% rồi 10% cổ phần, dẫn đến tranh chấp pháp lý. Alakija đã kiện và giành chiến thắng, giữ lại phần lớn quyền lợi trong dự án dầu khí.

## Vinh danh
Alakija từng được tạp chí Forbes xếp vào danh sách 100 phụ nữ quyền lực nhất thế giới, và tính đến năm 2021, bà được coi là người phụ nữ giàu nhất châu Phi.
Bà được trao Tiến sĩ danh dự về Quản trị Kinh doanh bởi Đại học Benson Idahosa, Thành phố Benin (2021) và Đại học Chrisland (2022).

## Hoạt động từ thiện
Bà sáng lập Quỹ Rose of Sharon, hỗ trợ học bổng và vốn kinh doanh cho các góa phụ và trẻ mồ côi. Ngoài ra, bà còn tài trợ trung tâm đào tạo nghề cho Trường Cao đẳng Công nghệ Yaba (Yabatech) tại Lagos.

## Đời tư
Folorunso kết hôn với ông Modupe Alakija vào tháng 11 năm 1976. Họ có bốn con trai và hiện sinh sống tại Lagos, Nigeria. Con trai bà, Folarin Alakija, kết hôn với người mẫu gốc Iran – Nazanin Jafarian Ghaissarifar – vào năm 2017.